# Liste de joueurs des Ligues majeures qui ont 400 coups de circuit
Au baseball, un coup de circuit (noté HR selon l'anglais Home Run) est un coup sûr où le batteur arrive à marquer un point lui-même, en passant par les quatre buts. Le record des Ligues majeures de baseball appartient à Barry Bonds qui a frappé 762 coups de circuit en carrière lors de ses 23 saisons.
En 2023, 58 joueurs ont frappé en carrière 400 circuits ou plus, 28 en ont plus de 500, neuf ont franchi le cap des 600 et seulement quatre en comptent plus de 700.

## Classement
En gras, les joueurs actifs. Statistiques mises à jour après la saison 2023

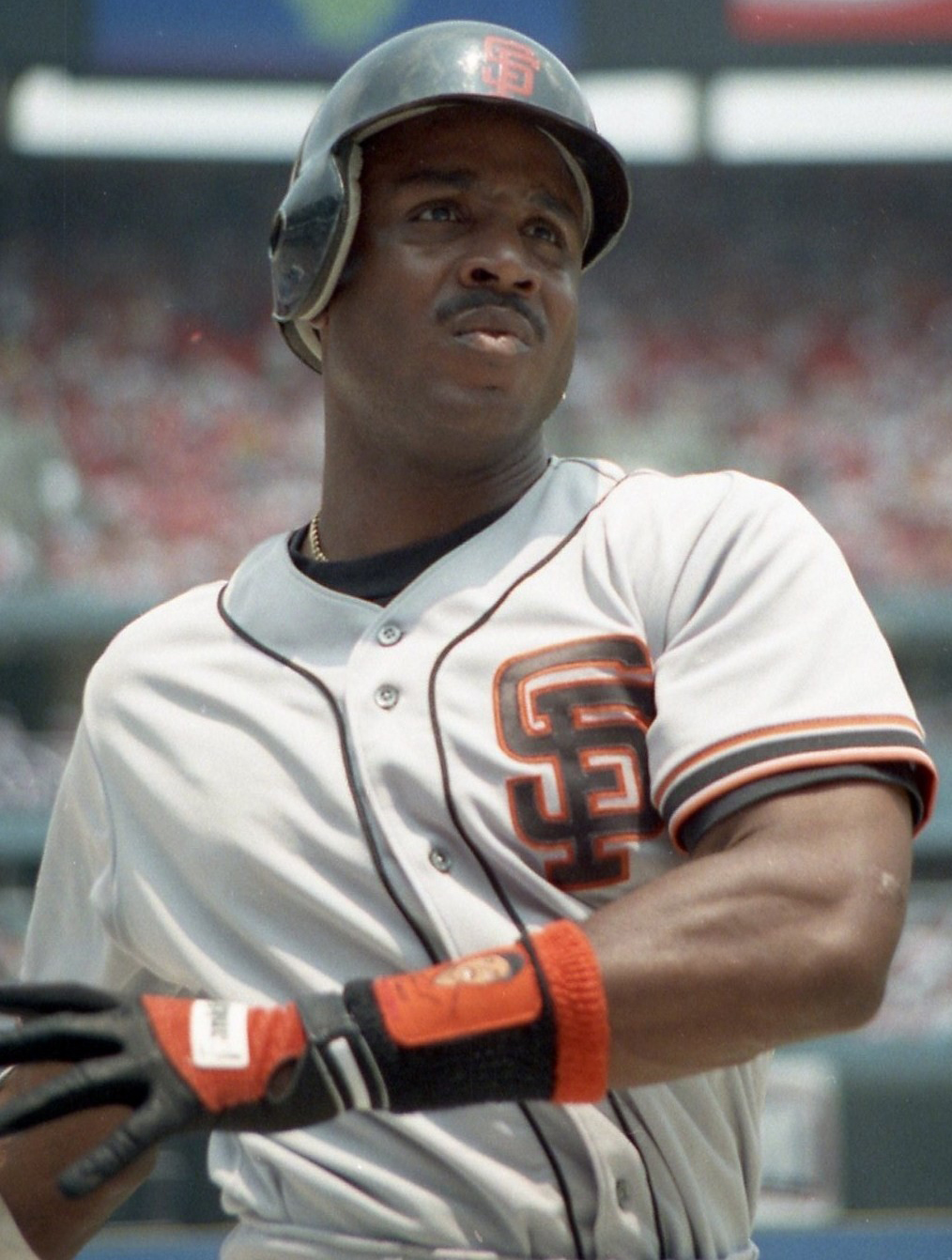
Barry Bonds bat le record de circuits de Hank Aaron le 7 août 2007.

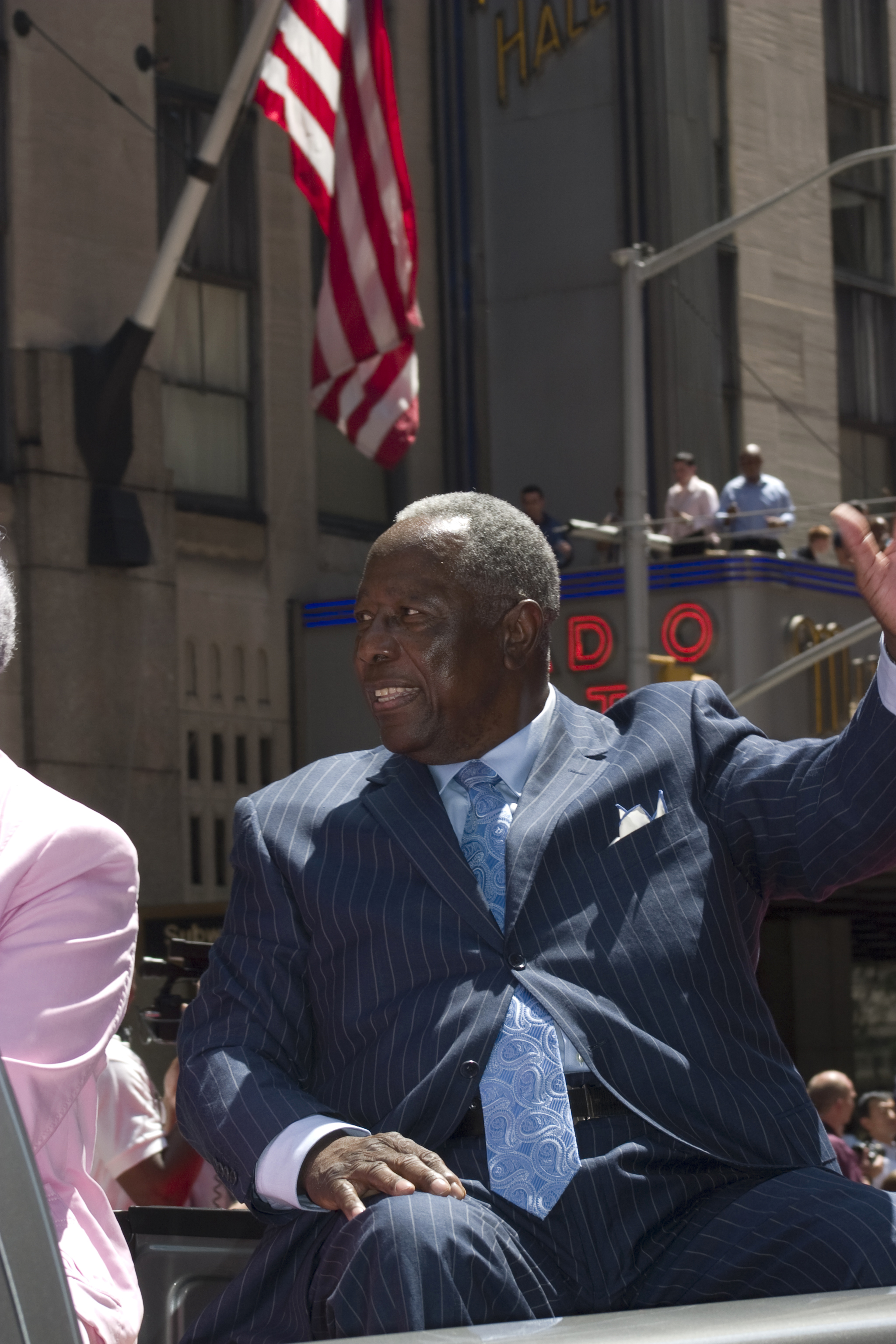
Hank Aaron bat le record de circuits de Babe Ruth le 8 avril 1974.

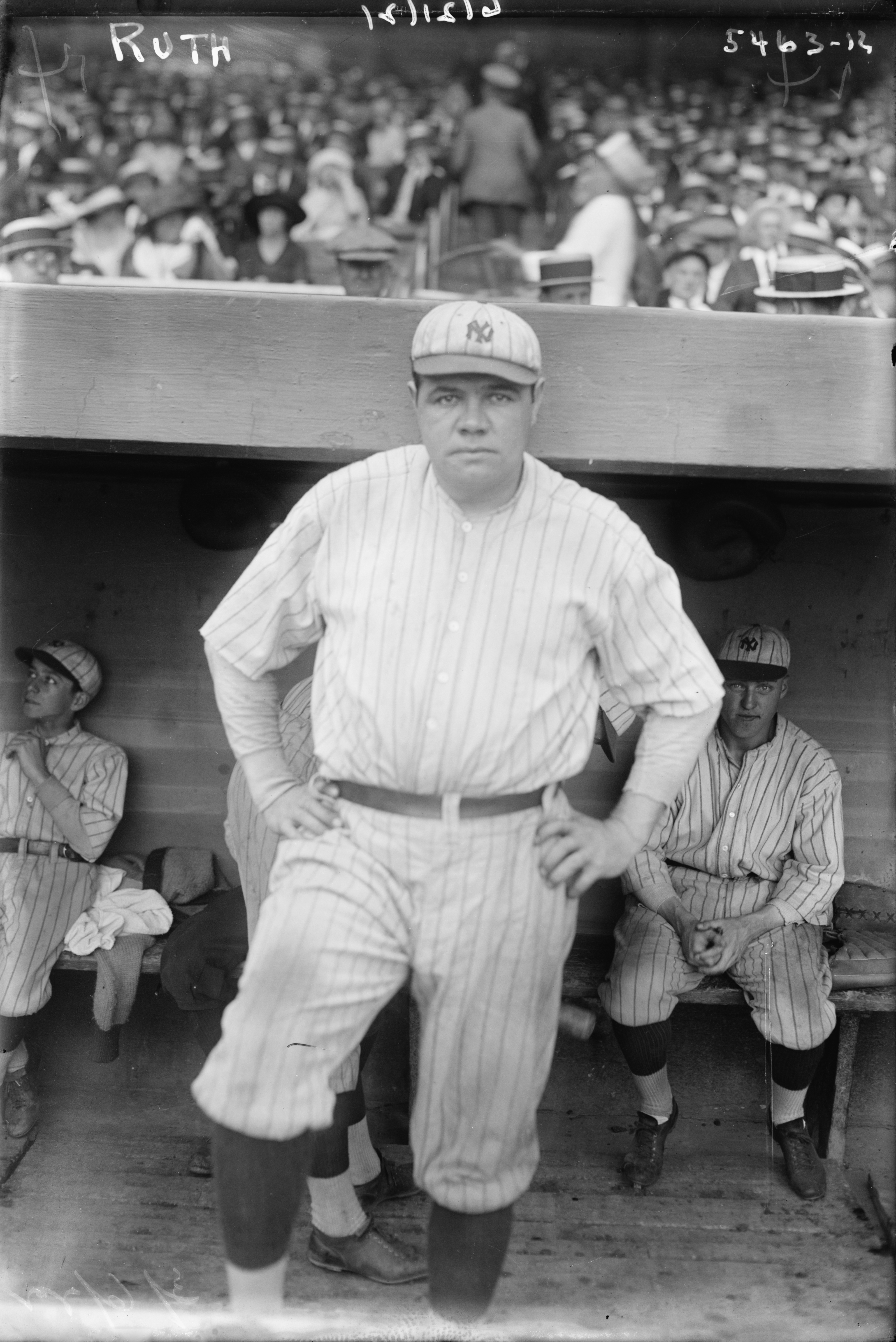
Le record de coups de circuit en carrière appartient à Babe Ruth de 1921 à 1974.

| Place | Joueur                                   | Coups de circuit |
| ----- | ---------------------------------------- | ---------------- |
| 1     | Barry Bonds                              | 762              |
| 2     | Hank Aaron                               | 755              |
| 3     | Babe Ruth                                | 714              |
| 4     | Albert Pujols                            | 703              |
| 5     | Alex Rodriguez                           | 696              |
| 6     | Willie Mays                              | 660              |
| 7     | Ken Griffey, Jr.                         | 630              |
| 8     | Jim Thome                                | 612              |
| 9     | Sammy Sosa                               | 609              |
| 10    | Frank Robinson                           | 586              |
| 11    | Mark McGwire                             | 583              |
| 12    | Harmon Killebrew                         | 573              |
| 13    | Rafael Palmeiro                          | 569              |
| 14    | Reggie Jackson                           | 563              |
| 15    | Manny Ramírez                            | 555              |
| 16    | Mike Schmidt                             | 548              |
| 17    | David Ortiz                              | 541              |
| 18    | Mickey Mantle                            | 536              |
| 19    | Jimmie Foxx                              | 534              |
| 20    | Willie McCovey Frank Thomas Ted Williams | 521              |
| 23    | Ernie Banks Eddie Mathews                | 512              |
| 25    | Mel Ott Miguel Cabrera                   | 511              |
| 27    | Gary Sheffield                           | 509              |
| 28    | Eddie Murray                             | 504              |
| 29    | Lou Gehrig Fred McGriff                  | 493              |
| 31    | Adrián Beltré                            | 477              |
| 32    | Stan Musial Willie Stargell              | 475              |
| 34    | Carlos Delgado                           | 473              |
| 35    | Chipper Jones                            | 468              |
| 36    | Dave Winfield                            | 465              |
| 37    | Nelson Cruz                              | 464              |
| 38    | José Canseco Adam Dunn                   | 462              |
| 40    | Carl Yastrzemski                         | 452              |
| 41    | Jeff Bagwell Vladimir Guerrero           | 449              |
| 43    | Dave Kingman                             | 442              |
| 44    | Jason Giambi                             | 440              |
| 45    | Paul Konerko                             | 439              |
| 46    | Andre Dawson                             | 438              |
| 47    | Carlos Beltrán                           | 435              |
| 48    | Juan González Andruw Jones               | 434              |
| 50    | Cal Ripken                               | 431              |
| 51    | Mike Piazza                              | 427              |
| 52    | Billy Williams                           | 426              |
| 53    | Edwin Encarnacion                        | 424              |
| 54    | Darrell Evans                            | 414              |
| 55    | Alfonso Soriano                          | 412              |
| 56    | Mark Teixeira                            | 409              |
| 57    | Duke Snider                              | 407              |
| 58    | Giancarlo Stanton                        | 402              |

## Joueurs en activité

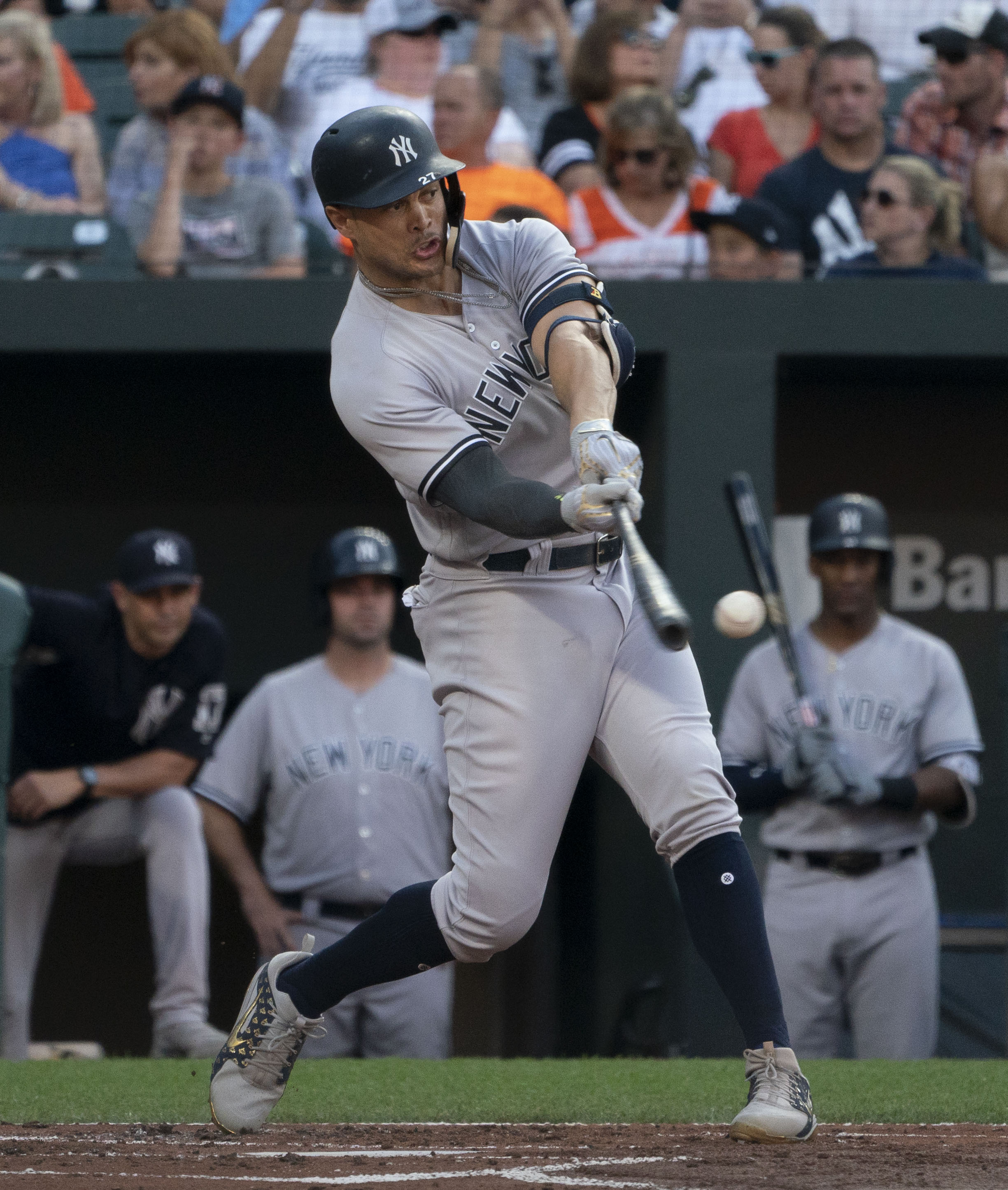
58ème meilleur frappeur de circuits de l'histoire, Giancarlo Stanton mène les joueurs en activité.

Classement mis à jour après la saison 2023.
| Rang | Joueur            | Coups de circuit |
| ---- | ----------------- | ---------------- |
| 58   | Giancarlo Stanton | 402              |